# ال مولینو (لا گواخیرا)
ال مولینو (انگلیسی: The Mill) نام شهری در کشور کلمبیا است.